# Xu Chajing
Xu Chajing, "Fortsättning på Te-klassikern" (续茶经), är en uppföljare till Kinas och världens äldsta bok om te, Chajing, sammanställd i början 1700-talet av ämbetsmannen och författaren Lu Tingcan.
Boken är liksom Lu Yus mer berömda förelaga Chajing upplagd på tio kapitel (vartill lagts ett tillägg), men innehållet skiljer sig markant och boken är betydligt längre. Under tiden från Tangdynastin till Qingdynastin hade odlingsområdet, tillverkningen och tillagningen av te utvecklats dramatiskt och boken tar också upp en betydande del av de stora mängder senare texter, även poesi, som genom århundradena hade skrivits om drycken. I sin bok skriver inte Lu mycket eget utan han ger framför allt en systematisk sammanställning av kunskap funnen i andra böcker, somliga idag bara kända genom hans citat. Den äldsta utgåvan, som återger Lu Yus bok som en slags förtext, är från 1735.